# Ben et Thomas
Ben et Thomas est une série télévisée française en 13 épisodes de 26 minutes créée par Mike Horelick et Jon Carnoy, diffusée du 31 mai au 21 juin 2008 sur France 4 et rediffusée sur France 2 à partir du 11 décembre 2010.

## Synopsis
Ben Rosenberg et Thomas Verne sont deux amis de lycée, fans de skateboard. L'un est un « intello », l'autre plus impulsif, mais ils se complètent. Pourtant leur amitié en verra des belles, surtout après l'arrivée de Liselott, une belle blonde, dans la classe.
La série tourne autour de ces jeunes entre leur parcours à l'école, leur vie sentimentale et familiale.

## Distribution
- Anthony Marocco : Ben Rosenberg
- Amezienne Rehaz : Thomas Verne
- Daphné Chollet : Martine
- Jemima West : Liselott Karlsson
- Tony Notot : Cotard
- Pauline Prévost : Sandrine Broussard
- Samy Gharbi : Jean Verne
- Bénédicte Roy : Claire
- Pascal Decolland : Roland
- Eric Hémon : Monsieur Arnatou
- Aurore Delplace : Elise Rosenberg
- Arthur De Donno : Yves Leclerc
- Victor Bessière : Yan
- Afida Tahri : Fatima
- Delphine Mouchel : Madame Vignes
- Brigitte Sy : Madame Bouillon, la professeure de français
- Théo Costa Marini : Olivier
- Barthélémy Guillemard : Emile
- Valérie Nataf (actrice) : Estelle
- Noël Lafon : Le concierge de l'école

## Épisodes
1. La Pente
2. Ben et Martine
3. L'arrivée de Liselott
4. Canular
5. Lemercier, le meurtrier
6. Le choix de Liselott
7. Restau-Basket
8. Rap Group
9. L'expo
10. La compète
11. Bobard
12. Slalom
13. Petit Louis

## Commentaires
- Victoria Monfort, qui apparaît dans l'épisode 7, est la fille du célèbre commentateur Nelson Monfort.
- Le jeune Azdine Keloua a été remplacé par Amezienne Rehaz dans le rôle de Thomas Verne à la dernière minute.
- Les deux créateurs de la série, Mike Horelick et Jon Carnoy, sont également des passionnés de skateboard et les deux personnages principaux de la série sont basés sur eux-mêmes.